# Лютик кашубский
Лю́тик кашу́бский (лат. Ranunculus cassubicus) — многолетнее травянистое растение; вид рода Лютик (Ranunculus) семейства Лютиковые (Ranunculaceae). Ядовит.
Видовой эпитет дан по названию северо-восточной части Пруссии — Кашубии (в прежнем написании — Кассубии):380.

## Ботаническое описание

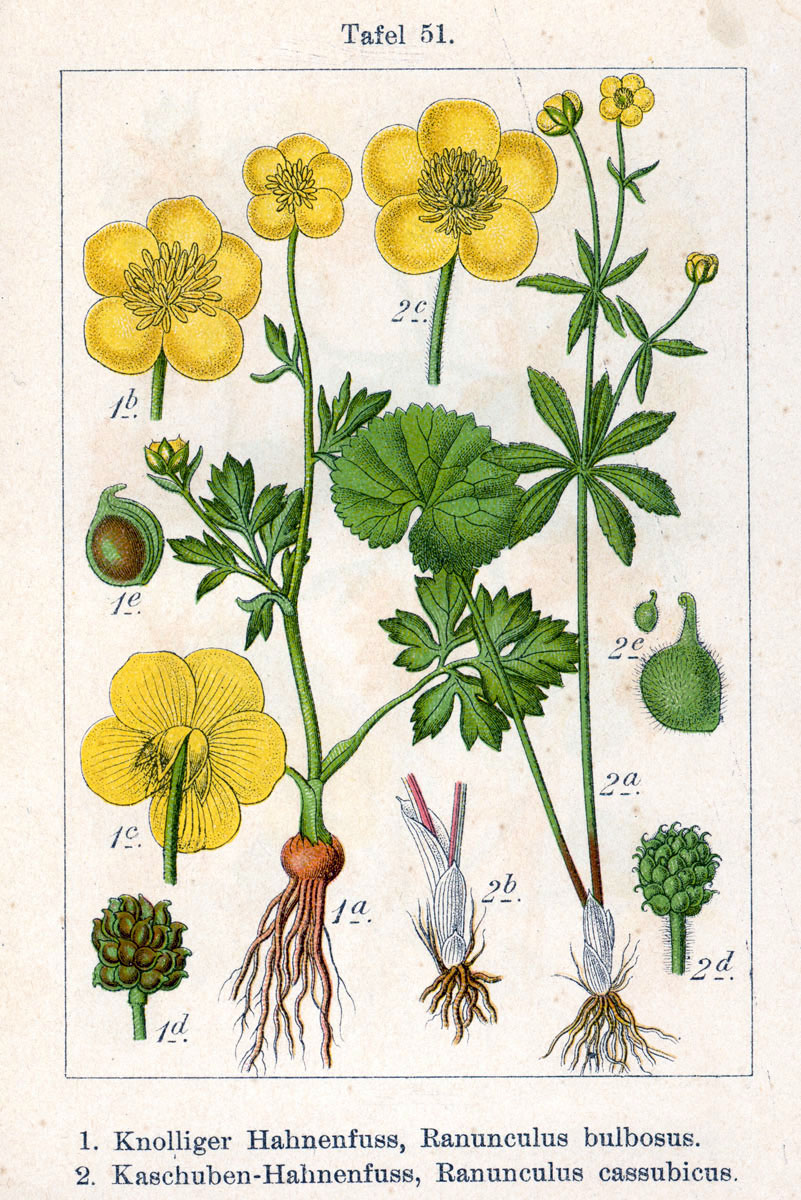
Слева направо: лютик луковичный (Ranunculus bulbosus) и лютик кашубский.

Стебель 30—60 см высотой, прямостоячий, в верхней части слабо ветвистый.
Прикорневые листья длинночерешковые, округло-почковидные, цельные, шершавые. Стеблевые листья намного мельче, пальчаторассечённые.
Цветки одиночные или собранные в полузонтик. Чашечка слегка опушённая, венчик диаметром 2—3 см, светло-жёлтого цвета. Цветёт в июне. Формула цветка: {\displaystyle \ast K_{5}\;C_{5}\;A_{\infty }\;G_{\infty }}.
Плод — многоорешек.
Цветёт с апреля по май.

## Распространение и экология
Распространён в Скандинавии, Центральной и Восточной Европе и в Западной Сибири. В России известен из европейской части и с Алтая.
Растёт в разреженных лиственных лесах.

## Классификация

### Таксономия
Ranunculus cassubicus L., 1753, Sp. Pl. : 551
Вид Лютик кашубский относится к роду Лютик (Ranunculus) семейства Лютиковые (Ranunculaceae) порядка Лютикоцветные (Ranunculales). Таксономическая схема в соответствии с Системой APG IV по состоянию на июнь 2024 года:
|  |                                      |  |                                   |                                   |                     |  | ещё 6 семейств | ещё 6 семейств |                     |  |                        |  | еще 1 615 подтвержденных видов и 480 видов, ожидающих подтверждения | еще 1 615 подтвержденных видов и 480 видов, ожидающих подтверждения |  |
|  |                                      |  |                                   |                                   |                     |  | ещё 6 семейств | ещё 6 семейств |                     |  |                        |  | еще 1 615 подтвержденных видов и 480 видов, ожидающих подтверждения | еще 1 615 подтвержденных видов и 480 видов, ожидающих подтверждения |  |
|  |                                      |  |                                   | порядок Лютикоцветные             |                     |  |                |                | род Лютик           |  |                        |  |                                                                     |                                                                     |  |
|  |                                      |  |                                   | порядок Лютикоцветные             |                     |  |                |                | род Лютик           |  | 1 внутривидовой таксон |  |                                                                     |                                                                     |  |
|  | отдел Цветковые, или Покрытосеменные |  |                                   |                                   | семейство Лютиковые |  |                |                | вид Лютик кашубский |  |                        |  |                                                                     |                                                                     |  |
|  | отдел Цветковые, или Покрытосеменные |  |                                   |                                   |                     |  |                |                |                     |  |                        |  |                                                                     |                                                                     |  |
|  |                                      |  | ещё 63 порядка цветковых растений | ещё 63 порядка цветковых растений |                     |  |                | ещё 53 рода    | ещё 53 рода         |  |                        |  |                                                                     |                                                                     |  |
|  |                                      |  |                                   | ещё 63 порядка цветковых растений |                     |  |                |                | ещё 53 рода         |  |                        |  |                                                                     |                                                                     |  |

### Синонимы
- Ranunculus allemannii Braun-Blanq.
- Ranunculus alliariifolius Simonk.
- Ranunculus ambiguus Schur
- Ranunculus elatior (Fr.) Ericsson
- Ranunculus subflabellatus (Schur) Soó
- Ranunculus uplandicus Ericsson